# شینیا چیبا
شینیا چیبا (ژاپنی: 千葉 真也؛ زادهٔ ۳ مهٔ ۱۹۸۳) یک بازیکن فوتبال اهل ژاپن است.
از باشگاه‌هایی که در آن بازی کرده‌است می‌توان به باشگاه فوتبال آلبیرکس نیگاتا اشاره کرد.